# Brigada Golani
La Brigada Golani (en hebreu: חטיבת גולני, Hativat Golani) és una Brigada d'Infanteria israeliana que es va formar el 28 de febrer de 1948, quan la Brigada Levanoni en l'Alta Galilea es va unir a la Brigada Carmeli. Està sota el comandament de la 36ª Divisió i és una de les Unitats d'Infanteria més condecorada en les Forces de Defensa Israelianes (FDI).

## Història

Símbol de la Brigada Golani.

### Anys 40
Durant la Guerra araboisraeliana de 1948, la Brigada Golani va lluitar al sud d'Israel, i va conquerir el port d'Elat, en la Mar Roja. Aleshores els soldats de la Golani eren grangers i nous immigrants, per la qual cosa tenien una forta connexió amb la terra, i això era quelcom important que calia simbolitzar. Per aquesta raó, els soldats del Golani són coneguts per les boines marrons.

### Anys 50
La Brigada Golani va participar en diverses incursions de represàlia a començament dels anys 50, contra Síria, a l'octubre de 1951 en una operació conjunta amb la Brigada de Paracaigudistes contra Egipte. En la Crisi de Suez de 1956, les ordres de la Brigada eren capturar la zona al voltant de Rafah en el desert del Sinaí. El símbol de la Brigada és una olivera verda amb les seves arrels sobre un fons de color groc. Els colors verd i groc simbolitzen els verds pujols de Galilea, on la Brigada tenia la seva base en el temps de la seva fundació, i l'olivera és coneguda per les seves fortes arrels que penetren i subjecten fermament la terra, reflectint la connexió de la Brigada amb l'herència de l'Estat d'Israel, per la qual cosa va ser triat aquest símbol.

### Anys 70
La companyia de reconeixement de la Golani o Sayeret Golani, és una de les unitats de forces especials més respectades de les FDI, un dels seus entrenaments més difícils es desenvolupa en una zona coneguda com a "area 100" a Galilea. Aquesta unitat juntament amb la Sayeret Matkal, va capturar la posició de la muntanya Hermon en la guerra del Yom Kippur l'any 1973. Els soldats de la Brigada van participar en l'Operació Entebbe a Uganda. En l'any 1976 elements de la Brigada Golani, van ser enviats a la famosa Operació Entebbe a Uganda, per rescatar a 246 ostatges jueus del vol 139 de Air France, segrestat per terroristes de l'OLP, que ho van abordar l'aparell durant un avastament de combustible a Atenes. L'operació va ser un èxit, però el comandant de la missió Yonatan Netanyahu, germà del Primer ministre d'Israel Binyamín Netanyahu, va resultar mort durant l'acció.

### Anys 90
Els soldats d'aquesta unitat solen entrar en combat, per exemple l'any 1994 un dels seus especialistes, un cap d'equip (segon tinent), destinat al comandament d'una petita unitat de reconeixement, va sobreviure després de passar per un camp minat d'Hesbol·là, després que la seva cama dreta, va ser amputada per una mina. El mateix es va aplicar un torniquet en la cama, per no posar en perill a cap dels seus companys. És ara un comandant superior de les FDI. Alguns incidents com el de finals dels 90, van provocar un escàndol en la Brigada, quan dues companyies de la unitat es van rebel·lar contra els seus oficials, van deixar el seu equip en terra i es van anar a les seves cases. La raó és complexa, essencialment, es va deure a la immaduresa de tots dos oficials novells, els quals van aplicar una disciplina molt severa als seus subordinats, provocant-los greus humiliacions. Prop de 70 soldats que s'havien rebel·lat van ser empresonats, i ambdues companyies una d'elles coneguda com els “Mustang” que contenia molts soldats veterans de la companyia de reconeixement, van ser dissoltes. Això va ser un exemple perquè no es repetís la situació.

### Enfrontaments amb Hamas i Hesbol·là
En l'any 2004 la Brigada va actuar en la frontera nord d'Israel i en la Cisjordània ocupada, (principalment a Jenin). Durant 2004 i 2005 un batalló de la Golani va reforçar la Brigada Guivati en la Franja de Gaza. El mes de juliol de l'any 2006 durant la Guerra del Líban de 2006, la Brigada Golani va lluitar contra la mílicia xiita Hesbol·là (Organització considerada terrorista pel Govern dels Estats Units) en el Sud del Líban. Com a resultat dels combats van morir 15 soldats de la Brigada i van ser abatuts 50 combatents del moviment xiita Hesbol·là. El mes de gener de l'any 2009 la Brigada Golani va participar en l'Operació Plom Fos en el context del conflicte de la Franja de Gaza de 2008-2009, durant els combats tres soldats de la brigada, van ser abatuts al nord de Gaza per milicians de Hamas (Organització considerada terrorista pel Govern dels Estats Units. Tres soldats van resultar ferits de gravetat, i uns vint més van rebre ferides de diversa consideració, les baixes de l'organització Hamas durant els combats amb la Brigada Golani no han estat quantificades.

## Equipament i símbols
L'equipament de la Brigada Golani inclou un bon nombre de transports armats cuirassats Achzarit, els quals es van construir sobre els xassís de tancs soviètics capturats T-55, modificats amb un nou motor de 850 Cv. El Achzarit és un vehicle fortament cuirassat, dissenyat per a les necessitats del combat urbà, després que els M-113 israelians es demostressin ineficaços contra l'atac de bombes parany, mines i granades antitanc (RPG). El color marró de les gorres simbolitza la connexió de la Brigada amb la terra d'Israel. Mentres que les altres brigades d'infanteria israelianes tenen colors brillants (morat, verd brillant, vermell). En el nord de Galilea, al nord de Haifa, en l'Encreuament Golani, es troba el Museu de la Brigada Golani, commemorant la Brigada, i les seves tropes caigudes en combat. També es va servir com unitat cerimonial. La Brigada Golani s'ha guanyat la seva reputació pels seus durs soldats, el seu esperit de cos i la seva iniciativa; elements de la Brigada Golani són sovint emprats per a missions particularment difícils, que requereixen una infanteria altament especialitzada. Aquestes qualitats s'expressen en el valor, l'obstinació i la ràpida resposta – produint excel·lents combatents que poden manejar la situació més dura. Golani és coneguda pel companyerisme dels seus integrants, més encara que en els regiments regulars, la qual cosa li ha donat una gran reputació entre l'opinió pública israeliana.

## Unitats
- Batalló d'Infanteria 12 Barak
- Batalló d'Infanteria 13 Gideon
- Batalló d'Infanteria 51 Habokim Harishonim
- Batalló de Reconeixement Egoz
- Batalló de Tropes Especials
- Companyia Anti-Tanc Palnat
- Companyia d'Enginyers Palchan
- Companyia de Reconeixement 95 Flying Tiger
- Companyia de Senyals 351 Palchik

## Comandants de la Brigada Golani
(Llista parcial)
- 1948-1949, Moshe Mann, Mishael Shaham, Nahum Golan
- 1986-1988, Gabi Ashkenazi
- 1988- 1990 Baruch Spiegel
- 1991-1993, Yair Nau
- 1993-1995, Moshe Kaplinsky
- 1995-1997, Erez Gerstein
- 1997-1998, Gadi Eizenkot
- 1999-2001, Shmuel Zakai
- 2001-2003, Moshe Tamir
- 2003-2005, Erez Tzukerman
- 2005-2008, Tamir Yadai
- 2008-2010, Avi Peled
- 2010-2012, Ofek Buchris
- 2012-2014, Yaniv Asor
- 2014-Present, Ghassan Elian